# International Lawn Tennis Challenge de 1908
O International Lawn Tennis Challenge de 1908 foi a 8ª edição do que atualmente é conhecida como Copa Davis. A Australásia sagrou-se campeã.
Pela primeira vez, a disputa se deu em países e fusos diferentes, em vez de disputa na mesma nação. A grande final se deu em local totalmente novo: na Austrália. Esse jogo aconteceu no Albert Ground, em Melbourne, entre 27 e 30 de novembro.

## Final 1
Chamada de Final no original, define a equipe desafiante para a Final 2.
| Estados Unidos 4 | Longwood Cricket Club, Boston, Massachusetts, Estados Unidos 17 de setembro - 19 de setembro | Longwood Cricket Club, Boston, Massachusetts, Estados Unidos 17 de setembro - 19 de setembro | Ilhas Britânicas 1 |     |     |     |     |  |
| \| \| \| \| 1 \| 2 \| 3 \| 4 \| 5 \| \| \| - \| \| ------------------------------------------------------------ \| ---- \| --- \| --- \| --- \| --- \| \| \| 1 \| \| William Larned James Parke \| 6 3 \| 6 3 \| 7 5 \| \| \| \| \| 2 \| \| Beals Wright Josiah Ritchie \| 1 6 \| 3 6 \| 2 6 \| \| \| \| \| 3 \| \| Fred Alexander / Harold Hackett James Parke / Josiah Ritchie \| 6 3 \| 2 6 \| 7 5 \| 6 1 \| \| \| \| 4 \| \| William Larned Josiah Ritchie \| 4 6 \| 6 2 \| 6 3 \| 6 2 \| \| \| \| 5 \| \| Beals Wright James Parke \| 8 10 \| 3 6 \| 6 4 \| 7 5 \| 6 2 \| \| |                                                                                              |                                                                                              |                    |     |     |     |     |  |
| |                                                                                              |                                                                                              | 1                  | 2   | 3   | 4   | 5   |  |
| 1 | Estados Unidos · Reino Unido da Grã-Bretanha e Irlanda                                       | William Larned James Parke                                                                   | 6 3                | 6 3 | 7 5 |     |     |  |
| 2 | Estados Unidos · Reino Unido da Grã-Bretanha e Irlanda                                       | Beals Wright Josiah Ritchie                                                                  | 1 6                | 3 6 | 2 6 |     |     |  |
| 3 | Estados Unidos · Reino Unido da Grã-Bretanha e Irlanda                                       | Fred Alexander / Harold Hackett James Parke / Josiah Ritchie                                 | 6 3                | 2 6 | 7 5 | 6 1 |     |  |
| 4 | Estados Unidos · Reino Unido da Grã-Bretanha e Irlanda                                       | William Larned Josiah Ritchie                                                                | 4 6                | 6 2 | 6 3 | 6 2 |     |  |
| 5 | Estados Unidos · Reino Unido da Grã-Bretanha e Irlanda                                       | Beals Wright James Parke                                                                     | 8 10               | 3 6 | 6 4 | 7 5 | 6 2 |  |

## Final 2
Chamada de Challenge Round no original, define a equipe campeã. Duelo entre a campeã da edição anterior e a vencedora da final 1.
| Australásia 3 | Albert Ground, Melbourne, Austrália 27 de novembro - 30 de novembro | Albert Ground, Melbourne, Austrália 27 de novembro - 30 de novembro | Estados Unidos 2 |     |     |     |       |  |
| \| \| \| \| 1 \| 2 \| 3 \| 4 \| 5 \| \| \| - \| \| ----------------------------------------------------------- \| --- \| --- \| --- \| --- \| ----- \| \| \| 1 \| \| Norman Brookes Fred Alexander \| 5 7 \| 9 7 \| 6 2 \| 4 6 \| 6 3 \| \| \| 2 \| \| Tony Wilding Beals Wright \| 6 3 \| 5 7 \| 3 6 \| 1 6 \| \| \| \| 3 \| \| Norman Brookes / Tony Wilding Fred Alexander / Beals Wright \| 6 3 \| 6 2 \| 5 7 \| 2 6 \| 6 4 \| \| \| 4 \| \| Norman Brookes Beals Wright \| 6 0 \| 6 3 \| 5 7 \| 2 6 \| 10 12 \| \| \| 5 \| \| Tony Wilding Fred Alexander \| 6 3 \| 6 4 \| 6 1 \| \| \| \| |                                                                     |                                                                     |                  |     |     |     |       |  |
| |                                                                     |                                                                     | 1                | 2   | 3   | 4   | 5     |  |
| 1 | Australásia · Estados Unidos                                        | Norman Brookes Fred Alexander                                       | 5 7              | 9 7 | 6 2 | 4 6 | 6 3   |  |
| 2 | Australásia · Estados Unidos                                        | Tony Wilding Beals Wright                                           | 6 3              | 5 7 | 3 6 | 1 6 |       |  |
| 3 | Australásia · Estados Unidos                                        | Norman Brookes / Tony Wilding Fred Alexander / Beals Wright         | 6 3              | 6 2 | 5 7 | 2 6 | 6 4   |  |
| 4 | Australásia · Estados Unidos                                        | Norman Brookes Beals Wright                                         | 6 0              | 6 3 | 5 7 | 2 6 | 10 12 |  |
| 5 | Australásia · Estados Unidos                                        | Tony Wilding Fred Alexander                                         | 6 3              | 6 4 | 6 1 |     |       |  |